# Vârteșcoiu
Vârteşcoiu é uma comuna romena localizada no distrito de Vrancea, na região de Moldávia. A comuna possui uma área de 25.50 km² e sua população era de 3511 habitantes segundo o censo de 2007.